# Мост Белинского
Мост Белинского — автодорожный каменный арочный мост через реку Фонтанку в Центральном районе Санкт-Петербурга, соединяет Спасский и Безымянный острова. Объект культурного наследия России регионального значения.

## Расположение
Расположен в створе улицы Белинского, соединяя ее с площадью Белинского. Рядом с мостом расположены церковь Симеона и Анны (архитектор М. Г. Земцов, 1728—1734), цирк Чинизелли (архитектор В. А. Кенель, 1877).
Ближайшая станция метрополитена — «Гостиный двор». Выше по течению находится Пантелеймоновский мост, ниже — Аничков мост.

## Название
Первоначально, с 20 августа 1739 года мост назывался Симеоновским, по имени находящейся поблизости Церкви св. Симеона и Анны. Современное название мост получил 6 октября 1923 года в форме мост Писателя Белинского. Уточняющее слово Писателя перестало употребляться после 1929 года.

## История

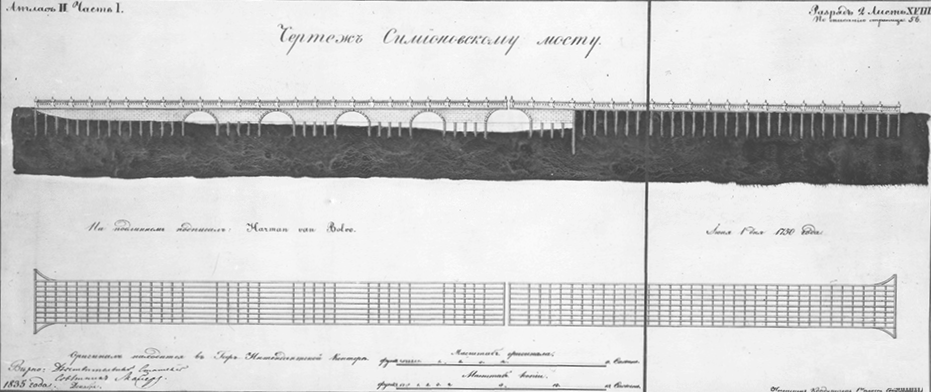
Деревянный Симеоновский мост

В 1733 году был построен деревянный мост на свайных основаниях, оформленный под каменный арочный. К 1763 году мост был деревянным разводным. В 1782—1785 годах он был заменён каменным трёхпролётным, построенным как один из семи типовых мостов через Фонтанку с характерными башнями (сохранились только два из этих мостов: мост Ломоносова и Старо-Калинкин). Автором проекта, предположительно, является французский инженер Ж.-Р. Перроне. Фактически этот мост стал первым из них. 
В 1830 году на основе предложения инженера В. Гурьева и по проекту архитектора В. Беретти проезжая часть моста была вымощена деревянными шестигранными шашками, заготовленными на дровяном дворе.
К середине XIX века пропускная способность моста уже была недостаточной для возросшего движения, ширина проезжей части составляла 9,14 м. В 1859 году башни снесли, а средний деревянный разводной пролёт был перекрыт кирпичным сводом с гранитными арками по фасадам. После ремонта ширина проезжей части увеличилась до 12,8 м, ширина тротуаров составила по 1,6 м каждый.
В отличие от остальных перестроенных мостов через Фонтанку (кроме Старо-Калинкина и моста Ломоносова), мост Белинского сохранил характерные очертания пролётов. Отношение современников к перестройке моста иллюстрируют статьи в газетах того времени:
«Пришла очередь и Фонтанке лишиться своих узких мостов с башенками, поставленными, вероятно, для убежища собак в ненастное время; нынче эта участь постигает и Симеоновский мост», «Очень похорошел, когда сняли с него тяжелые гранитные башни, не служившие ни к чему и только занимавшие место… Железная решетка изящного рисунка и бронзовые красивые канделябры и фонари, числом 8, производят самые выгодный и приятный эффект». 
В 1890 году с целью расширения проезжей части тротуары моста вынесли на консоли, для чего по обе стороны установили на быках и устоях по 4 чугунных литых кронштейна, к которым крепится металлическая тротуарная (фасадная) балка. Установлена кованая чугунная решетка упрощённого рисунка. Работы по расширению моста производились Обществом конно-железных дорог (по мосту была проложена линия конки). 
Путеводитель 1892 года так описывал мост: «Симеоновский мост — один из самых бойких в столице по своему движению. Тут и «конки», и бесконечные ломовики, и множество частных экипажей. Движение идёт, не переставая, в течение всего дня, и надобно положительно благодарить город и нашу казну за то, что он додумался в прошлом году значительно расширить мост. Теперь разъезд на нём легче, хотя движение всё же такое, что пешеходу и извозчику дремать не приходится».
26 августа 1908 года в составе открытия 7 линии петербургского трамвая по мосту началось трамвайное движение. В 1988 году был одобрен проект восстановления исторического облика моста с возведением башен (инженер Г. М. Толстопятов, архитектор Ю. Г. Шиндин), однако из-за начавшихся экономических трудностей не был реализован. В 1997—1999 годах проведён капитальный ремонт моста. Проект реконструкции разработан ЗАО «Институт „Стройпроект“» (Журбин А. А., Злотников А. Г., Мальков Б. Ю.). В ходе работ заменены консольные тротуарные балки, заменена гидроизоляция пролётных строений, уложены бесшпальные трамвайные пути, отреставрировано перильное ограждение. В 2003 году на мосту была установлена декоративная подсветка в рамках программы «Светлый город».

## Конструкция
Мост трёхпролётный арочный, схема 21,3+14,0+21,3 м. Пролёты перекрыты коробовыми каменными сводами, средний пролёт перекрыт кирпичным сводом (бесшаринирные арки). Тротуары вынесены на стальные консоли, поддерживаемые железобетонным противовесом в теле арок. Фасады арок облицованы гранитом. Опоры моста каменные, облицованы гранитом. На опорах снизу расположены треугольные гранитные ледорезы. Длина моста составляет 56,6 м, ширина – 19,06 м.
Мост предназначен для движения автотранспорта, трамваев и пешеходов. Проезжая часть моста включает в себя 4 полосы для движения автотранспорта (включая 2 трамвайных пути). Покрытие проезжей части и тротуаров — асфальтобетон. Тротуары отделены от проезжей части высоким гранитным парапетом. Перильное ограждение металлическое кованое, на промежуточных опорах установлен металлический парапет.